# Maricopa coquimbella
Maricopa coquimbella är en fjärilsart som beskrevs av Émile Louis Ragonot 1888. Maricopa coquimbella ingår i släktet Maricopa och familjen mott. Inga underarter finns listade i Catalogue of Life.